# Edith Arendrup

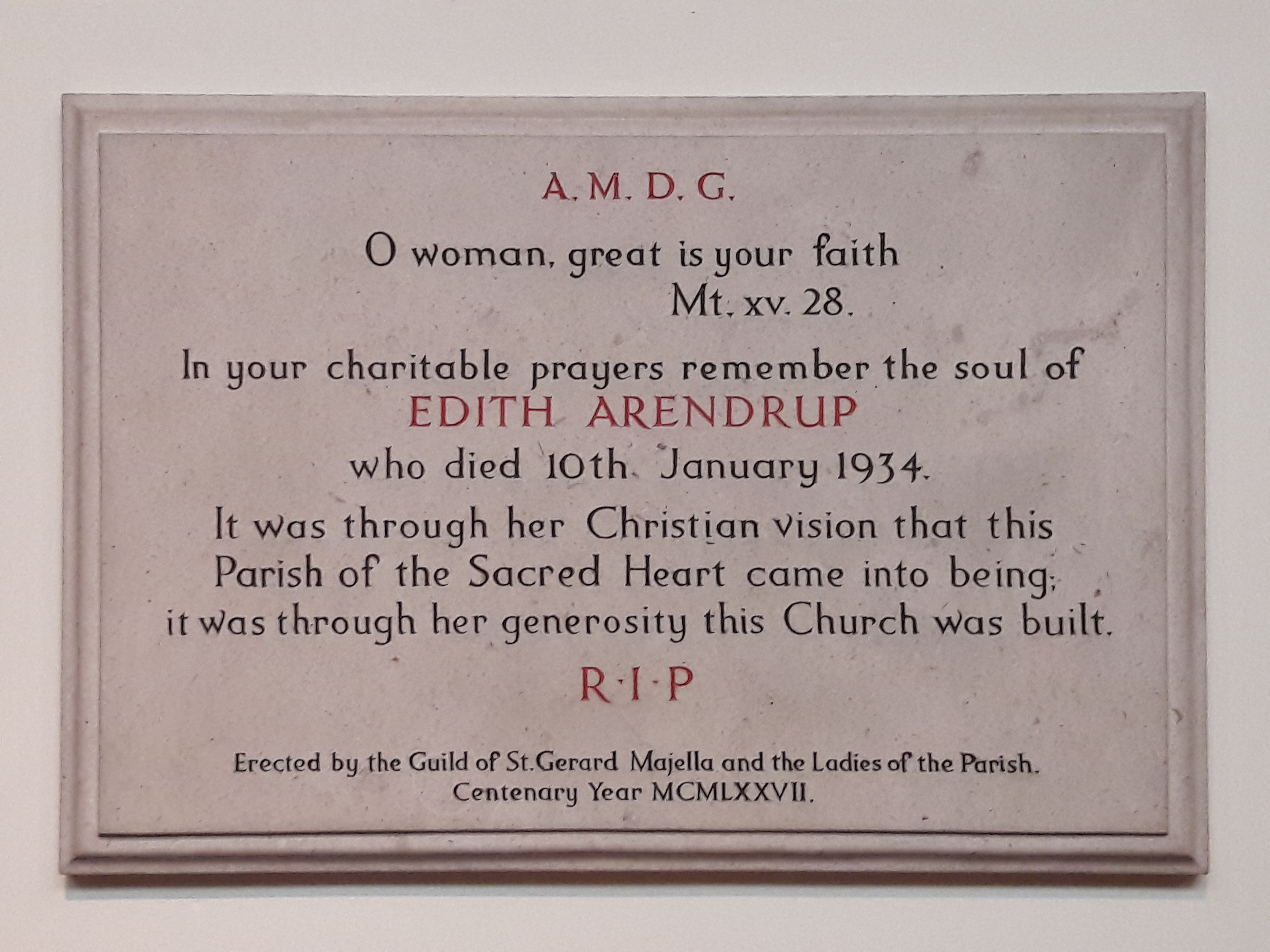
Placa na Igreja do Sagrado Coração, Wimbledon.

Edith Mary Arendrup, nascida Courtauld (1 de setembro de 1846 - 10 de janeiro de 1934) era uma artista inglesa e irmã religiosa.

## Biografia
Nasceu em Bocking, Essex, filha de Joseph Minton Courtauld (falecido em 1877), membro da família das empresas têxteis Courtaulds e sua esposa Sarah, née Bromley. Ela passou um período na National Art Training School, em South Kensington, e pintou em um estúdio de propriedade de seu tio, o artista George Hering, onde também conheceu e foi aconselhado por John Rogers Herbert.
Em 1872, casou-se com Adolph Arendrup, um oficial do exército dinamarquês  (1834-1875), que ela conheceu em um feriado no Egito, e eles viveram no Egito até sua morte em 1875. Eles tiveram uma filha, Agnes, que morreu na infância, e um filho, Axel. Arendrup retornou à Inglaterra após a morte do marido, com o filho e duas enteadas, e se estabeleceu em Wimbledon, no sudoeste de Londres.
Os pais de Arendrup morreram quando ela era jovem, sua mãe em um acidente de cavalo e seu pai na Suíça em 1876. Ela foi criada na fé unitarista, mas se converteu ao catolicismo romano na época da morte súbita de seu irmão Julien em 1870. Em 1877, ela abriu uma capela católica em sua casa, depois uma capela e escola, e em 1887 havia comprado o terreno e contribuído substancialmente para os custos de construção da Igreja do Sagrado Coração.
Um anúncio no The Times de 21 de maio de 1881 anuncia uma exposição de três de seus trabalhos sob o título "Recurso de Cristo", exibido na Srs Dowdeswells em New Bond Street, e cita a descrição do Daily News deles como "Repleto de sentimento religioso do tipo mais alto e mais puro".
Seu filho Axel morreu de febre tifóide, na Madeira, em 1896. Sem família, ela vendeu sua casa, ingressou em uma ordem religiosa e trabalhou entre os pobres do East End de Londres.
Em 1925, aos 75 anos, ela se retirou para sua antiga casa em Bocking, a essa época um convento franciscano e a casa dos idosos. Ela morreu em 10 de janeiro de 1934 e foi enterrada no local.

Ela é lembrada localmente como "Uma grande apoiadora e benfeitora de católicos em Wimbledon", e na Madeira em nome da Escola Arendrup, uma escola fundada em 1899 por sua amiga Mary Jane Wilson (mais tarde a Venerável). para o qual ela contribuiu com fundos em memória de seu filho depois que ele morreu na ilha.